# Césio Násica
Césio Násica (em latim: Caesius Nasica) foi um oficial militar no exército imperial romano no século I. Era o comandante da IX Hispana na Britânia e derrotou a primeira revolta de Venúcio, líder dos brigantes, durante o governo de Aulo Dídio Galo (r. 52–57). É possível que ele tenha sido o irmão mais velho de Quinto Petílio Cerial.